# CTV Sci-Fi Channel
CTV Sci-Fi Channel este un canal TV canadian în limba engleză deținut de Bell Media care difuzează în principal emisiuni de ficțiune speculativă și programe conexe.
Rețeaua a fost lansată la 17 octombrie 1997 ca Space de compania sa mamă inițial CHUM Limited⁠(d). Sloganul său, Stația Imaginației, a continuat să fie folosit informal de fanii săi mulți ani după retragerea sa. În 2007, canalul Space a fost achiziționat de CTVglobemedia, după ce a achiziționat CHUM Limited, în timp ce posturile Citytv⁠(d) au fost vândute către Rogers Media⁠(d). Canalul a folosit numele actual din 2019.

## Istorie

Ultima siglă a canalului Space, folosită din 2013 până în 2019

Canalul a fost licențiat de către Canadian Radio-television and Telecommunications Commission (CRTC) în 1996.  A fost lansat la 17 octombrie 1997 la ora 6:00 pm ET (3:00 pm PT), ca Space: The Imagination Station, ca proprietate a CHUM Limited, când a difuzat filmul Planeta interzisă, urmat de un comentariu despre film al autorului Robert J. Sawyer, urmat de filmul Atacul marțienilor! Comentariul lui Sawyer a fost primul exemplu de comentarii și alte materiale – în mare parte produse de Mark Askwith⁠(d) – care au devenit semnătura SPACE: mini-documentare scurte, captivante, pe subiecte științifico-fantastice și științifice, prezentate între programe, cunoscute în mod colectiv sub numele de „SPACE Flow”.
CTVglobemedia a preluat Space la 22 iunie 2007, datorită preluării CHUM Limited. Totodată, posturile Citytv au fost vândute către Rogers mai târziu în acel an. La 1 aprilie 2011, BCE Inc. a câștigat controlul 100% asupra activelor nepublicate ale CTVglobemedia pe care nu le deținea deja, ceea ce a adus canalul Space sub proprietatea lui Bell Media.
La 8 februarie 2011, Reeves-Stevens a înaintat o scrisoare către Comisia canadiană de radio-televiziune și telecomunicații (CRTC) în sprijinul unei cereri a CTVglobemedia de reînnoire a licenței de difuzare a canalului Space.
La 6 iulie 2011, a fost lansată o transmisie simultană de înaltă definiție a canalului Space.  A fost disponibil prin intermediul tuturor furnizorilor majori de televiziune din Canada.
La 4 martie 2013, Space a introdus un nou logo pentru a coincide cu premiera noii coproducții originale a canalului, serialul Orphan Black. Un director de la Bell Media a explicat că a fost conceput pentru a reflecta extinderea genului SF dincolo de spațiul cosmic și „oameni în costume de poliester care aleargă cu pistoale taser”, prin redarea noului logo sub forma unor obiecte din viața reală, cu o „întorsătură fenomenală” pentru a simboliza „spațiul din jurul tău”. Prin achiziția de către Bell Media a lui Astral Media, canalul Space este acum deținut în comun cu canalul științifico-fantastic în limba franceză, Ztélé⁠(d) (de atunci redenumit Z).
La 7 iunie 2018, s-a anunțat că Space va fi redenumit „CTV Sci-Fi”, ca parte a realinierii mai multor canale de specialitate Bell Media sub marca CTV⁠(d). Anul următor, s-a dezvăluit că noul nume al canalului, din 12 septembrie 2019, va fi CTV Sci-Fi Channel.

## Programe
Programul CTV Sci-Fi Channel include seriale de televiziune și filme cu scenarii axate în principal pe genurile science fiction, fantasy, supereroi, horror și paranormal, adesea într-un format maraton în afara orelor de maximă audiență. Programul original al canalului a inclus emisiuni de studio (inclusiv revista zilnică de știri Innerspace), drame cu scenarii, precum și emisiuni coproduse împreună cu canalul american Syfy, de la care canalul canadian achiziționează cea mai mare parte a emisiunilor sale.
Canalul deține drepturile de televiziune liniare ale francizei de televiziune Star Trek din Canada, deținând drepturi de autor asupra emisiunilor și filmelor de televiziune Star Trek anterioare și cumpărând drepturile pentru noua emisiune Star Trek, Star Trek: Discovery, produsă pentru serviciul de streaming Paramount+.

### Program curent

#### Emisiuni originale
- SurrealEstate (2021)

#### Emisiuni cumpărate
- Andromeda
- The Ark⁠(d)[11]
- Doctor Who
- Doom Patrol⁠(d)
- Face Off⁠(d)
- Legends of Tomorrow⁠(d)
- Pandora⁠(d)
- Crescuți de lupi
- Resident Alien
- Superman & Lois
- Stargate Atlantis
- Stargate SG-1
- Star Trek
- Star Trek: Deep Space Nine
- Star Trek: Discovery
- Star Trek: Enterprise
- Star Trek: Lower Decks
- Star Trek: Picard
- Star Trek: Prodigy
- Star Trek: The Next Generation
- Star Trek: Voyager
- Star Trek: Strange New Worlds
- The Twilight Zone
- Urban Legend
- Xena: Warrior Princess

### Program anterior

#### Emisiuni originale
- Aftermath⁠(d)
- Astrid & Lilly Save the World⁠(d)
- Behind the Scenes⁠(d)
- Being Human⁠(d)
- Bitten⁠(d)
- Charlie Jade⁠(d)
- The Conspiracy Guy
- Dark Matter
- Fanboy Confessional⁠(d)
- The Girly Ghosthunters⁠(d)
- Grand Star
- HypaSpace⁠(d)
- Innerspace⁠(d)
- Killjoys⁠(d)
- Orphan Black
- Paranormal Revenge
- Primeval: New World⁠(d)
- Rabbit Fall⁠(d)
- Shadow Hunter⁠(d)
- Shelf Space
- The SpaceBar
- Space Interstitials
- SpaceNews⁠(d)
- Space Top 10 Countdown[12]
- Steve Smith Playhouse⁠(d)
- Stormworld⁠(d)
- Todd & The Book of Pure Evil⁠(d)
- Tripping the Rift⁠(d)
- Unexplained Canada⁠(d)
- Wynonna Earp⁠(d)

#### Emisiuni cumpărate
- The 4400
- Arrow
- Babylon 5
- Battlestar Galactica
- Being Human
- Beyond⁠(d)
- Blood Ties⁠(d)
- Captain Star⁠(d) (2005–2006)
- Cosplay Melee⁠(d)
- Dark Angel⁠(d)
- Dark Matters: Twisted But True⁠(d)
- Dead Set⁠(d)
- Deadly Class⁠(d)
- Defying Gravity⁠(d)
- The Deep⁠(d)
- Do No Harm⁠(d)
- Enigma⁠(d)
- The Expanse
- Farscape
- Firefly
- The Following⁠(d)
- Ghost Mine⁠(d)
- Grimm
- Hex⁠(d)
- Hilarious House of Frightenstein⁠(d)
- Krypton
- Lost
- The Lost Room⁠(d)
- Lost in Space
- Manimal⁠(d)
- Medium⁠(d)
- Merlin⁠(d)
- Mutant X⁠(d)
- Night Stalker⁠(d)
- Paranormal Witness⁠(d)
- Perversions of Science⁠(d)
- Primeval⁠(d)
- Prisoners of Gravity⁠(d)
- Quantum Leap
- Relic Hunter
- Ripper Street
- Roar⁠(d) (US series)
- Robot Combat League⁠(d)
- Robotech⁠(d)
- Sanctuary
- The Sentinel⁠(d)
- Smallville
- Space Precinct⁠(d)
- Supernatural
- Stan Against Evil⁠(d)
- Stargate Universe
- Surface
- Terminator: The Sarah Connor Chronicles
- Total Blackout⁠(d)
- The Dresden Files
- The Outer Limits
- The Triangle⁠(d)
- The Secret Adventures of Jules Verne⁠(d)
- Threshold
- Total Recall 2070⁠(d)
- True Blood⁠(d)
- Utopia⁠(d)
- Voyage to the Bottom of the Sea⁠(d)
- War of the Worlds⁠(d)
- The X-Files
- Z Nation

### Evenimente anuale anterioare
- Premiile Spacey (Spacey Awards): Space și-a prezentat anterior propriile premii numite Premiile Spacey celor mai buni din filme SF, fantasy și horror, emisiuni TV și jocuri video. Unele dintre premii au fost votate de telespectatori, iar altele de cei de la Space.
- Santa Claus Conquers the Martians : difuzat mulți ani în ziua de 25 decembrie.
- Cele douăsprezece zile ale spațiului (The Twelve Days of Space-mas): douăsprezece zile de maratoane, fie de programe spațiale populare, fie de filme SF sau fantezie cu tematică similară. În mod normal, aceasta include episodul special de Crăciun Doctor Who în ziua de Crăciun.